# Doornstraat (Brugge)

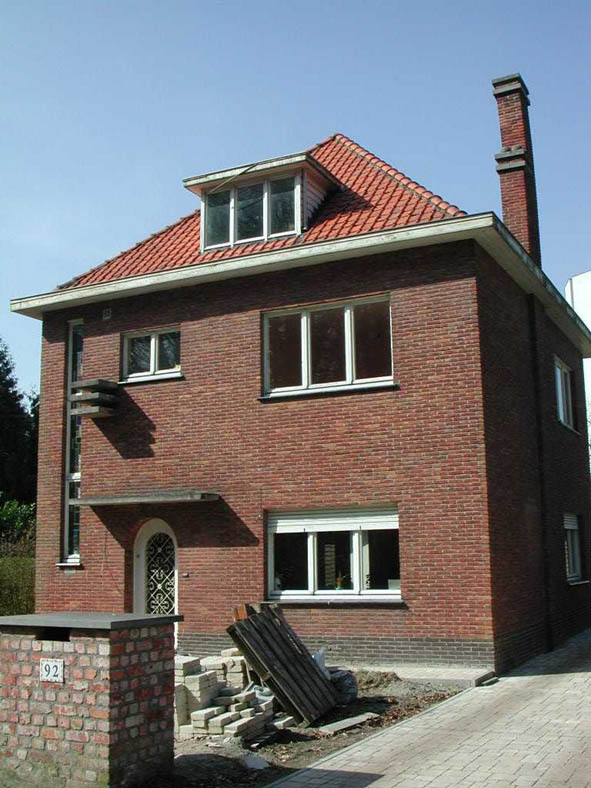
Doornstraat 92

De Doornstraat is een straat in België, tussen Sint-Andries (deelgemeente van Brugge) en Snellegem (deelgemeente van Jabbeke. De straat start bij de Torhoutse Steenweg en gaat even ten zuiden van de snelweg A10 over in de Bosweg. De straat is vernoemd naar de familie Van Doorne, die op deze locatie zou hebben gewoond.
De Doornstraat had oorspronkelijk een landelijk karakter en kende weinig bebouwing. Uit deze periode zijn nog enkele boerderijen en boerenarbeiderswoningen bewaard gebleven. Vanaf de jaren 30 van de 20e eeuw veranderde dit beeld en werd begonnen met de aanleg van woningen. In 1957 is gestart met de bouw van het Onze-Lieve-Vrouw-Hemelvaartinstituut, een middelbare school. Het Olympiazwembad met stadion dateert uit 1976.
Langs de Doornstraat zijn diverse monumenten te vinden, waaronder de gekoppelde boerenarbeiderswoningen op nummer 6 en 8 (begin 19e eeuw), het kasteel Forreyst, en een bakstenen villa uit 1937 op nummer 92.